# Atletiek op de Olympische Zomerspelen 2024 – 4×100 meter vrouwen
De 4×100 meter voor vrouwen  op de Olympische Zomerspelen 2024 vond plaats op acht en negen augustus in het Stade de France in Parijs. De Amerikanen wonnen de gouden medaille, het zilver was voor Groot-Brittanië, en het brons ging naar Duitsland. 

## Records
Voorafgaand aan het toernooi waren dit het wereldrecord en het olympisch record.
| Wereldrecord     | Verenigde StatenTianna Madison, Allyson Felix, Bianca Knight, Carmelita Jeter | 40.82 | Londen | 10 augustus 2012 |
| Olympisch record | Verenigde StatenTianna Madison, Allyson Felix, Bianca Knight, Carmelita Jeter | 40.82 | Londen | 10 augustus 2012 |

## Resultaten

### Series
De drie snelste teams van elke serie kwalificeerden zich direct voor de finale (Q). Van de overgebleven teams kwalificeerden de twee tijdsnelsten zich ook voor de finale (q).

#### Serie 1
| Rang | Baan | Land                                                                                       | Reactie | Tijd  | Bijz.       |
| ---- | ---- | ------------------------------------------------------------------------------------------ | ------- | ----- | ----------- |
| 1    | 6    | Verenigde Staten Melissa Jefferson, Twanisha Terry, Gabrielle Thomas, Sha'Carri Richardson | 0.144   | 41.94 | Q           |
| 2    | 7    | Duitsland Sophia Junk, Lisa Mayer, Gina Lückenkemper, Rebekka Haase                        | 0.152   | 42.15 | Q, SB       |
| 3    | 2    | Zwitserland Salomé Kora, Sarah Atcho-Jaquier, Léonie Pointet, Mujinga Kambundji            | 0.133   | 42.38 | Q, SB       |
| 4    | 5    | Australië Ella Connolly, Bree Masters, Kristie Edwards, Torrie Lewis                       | 0.153   | 42.75 |             |
| 5    | 8    | Polen Magdalena Niemczyk, Krystsina Tsimanouskaya, Magdalena Stefanowicz, Ewa Swoboda      | 0.156   | 42.86 |             |
| 6    | 4    | Italië Zaynab Dosso, Dalia Kaddari, Irene Siragusa, Arianna De Masi                        | 0.159   | 43.03 |             |
| –    | 3    | België Rani Vincke, Rani Rosius, Elise Mehuys, Delphine Nkansa                             | 0.137   | DSQ   | TR 24.7     |
| –    | 9    | Ivoorkust Murielle Ahouré-Demps, Jessika Gbai, Maboundou Koné, Marie Josée Ta Lou-Smith    | 0.153   | DSQ   | TR TR17.2.3 |

#### Serie 2
| Rang | Baan | Land                                                                              | Reactie | Tijd  | Bijz. |
| ---- | ---- | --------------------------------------------------------------------------------- | ------- | ----- | ----- |
| 1    | 7    | Groot-Brittannië Bianca Williams, Imani Lansiquot, Amy Hunt, Desiree Henry        | 0.173   | 42.03 | Q     |
| 2    | 6    | Frankrijk Orlann Oliere, Gémima Joseph, Hélène Parisot, Chloé Galet               | 0.163   | 42.13 | Q     |
| 3    | 9    | Jamaica Alana Reid, Kemba Nelson, Shashalee Forbes, Tia Clayton                   | 0.164   | 42.35 | Q, SB |
| 4    | 8    | Canada Sade McCreath, Jacqueline Madogo, Marie-Éloïse Leclair, Audrey Leduc       | 0.140   | 42.50 | q, NR |
| 5    | 5    | Nederland Isabel van den Berg, Marije van Hunenstijn, Minke Bisschops, Tasa Jiya  | 0.157   | 42.64 | q     |
| 6    | 4    | Nigeria Justina Tiana Eyakpobeyan, Favour Ofili, Rosemary Chukwuma, Tima Godbless | 0.168   | 42.70 | SB    |
| 7    | 3    | Spanje Sonia Molina-Prados, Jaël Bestué, Paula Sevilla, María Isabel Pérez        | 0.183   | 42.77 | SB    |
| 8    | 2    | Trinidad en Tobago Akilah Lewis, Sole Frederick, Sanaa Frederick, Leah Bertrand   | 0.156   | 43.99 |       |

### Finale
| Rang   | Baan | Land                                                                                       | Reactie | Tijd  | Bijz.   |
| ------ | ---- | ------------------------------------------------------------------------------------------ | ------- | ----- | ------- |
| Goud   | 5    | Verenigde Staten Melissa Jefferson, Twanisha Terry, Gabrielle Thomas, Sha'Carri Richardson | 0.155   | 41.78 | SB      |
| Zilver | 8    | Groot-Brittannië Dina Asher-Smith, Imani-Lara Lansiquot, Amy Hunt], Daryll Neita           | 0.177   | 41.85 |         |
| Brons  | 7    | Duitsland Alexandra Burghardt, Lisa Mayer, Gina Lückenkemper, Rebekka Haase                | 0.166   | 41.97 | SB      |
| 4      | 6    | Frankrijk Orlann Oliere, Gémima Joseph, Hélène Parisot, Chloé Galet                        | 0.156   | 42.23 |         |
| 5      | 4    | Jamaica Alana Reid, Kemba Nelson, Shashalee Forbes, Tia Clayton                            | 0.143   | 42.29 | SB      |
| 6      | 3    | Canada Sade McCreath, Jacqueline Madogo, Marie-Éloïse Leclair, Audrey Leduc                | 0.129   | 42.69 |         |
| 7      | 2    | Nederland Isabel van den Berg, Marije van Hunenstijn, Minke Bisschops, Tasa Jiya           | 0.144   | 42.74 |         |
| –      | 9    | Zwitserland Salomé Kora, Sarah Atcho-Jaquier, Léonie Pointet, Mujinga Kambundji            | 0.134   | DSQ   | TR 24.7 |

1928: Rosenfeld, Smith, Bell, Cook ·
1932: Carew, Furtsch, Rogers, Von Bremen ·
1936: Bland, Rogers, Robinson, Stephens ·
1948: Stad-de Jong, Witziers-Timmer, van der Kade-Koudijs, Blankers-Koen ·
1952: Faggs, Jones, Moreau, Hardy ·
1956: Strickland, Croker, Mellor, Cuthbert ·
1960: Hudson, Williams, Jones, Rudolph ·
1964: Ciepły, Kirszenstein, Górecka, Kłobukowska ·
1968: Ferrell, Bailes, Netter, Tyus ·
1972: Krause, Mickler-Becker, Richter, Rosendahl ·
1976: Oelsner, Stecher, Bodendorf, Eckert ·
1980: Müller, Wöckel, Auerswald, Göhr ·
1984: Brown, Bolden, Cheeseborough, Ashford ·
1988: Brown, Echols, Griffith-Joyner, Ashford ·
1992: Ashford, Jones, Guidry, Torrence ·
1996: Devers, Miller, Gaines, Torrence ·
2000: Fynes, Sturrup, Davis, Ferguson ·
2004: Lawrence, Simpson, Bailey, Campbell ·
2008: Borlée, Mariën, Ouédraogo, Gevaert ·
2012: Madison, Felix, Knight, Jeter ·
2016: Madison, Felix, Gardner, Bowie ·
2020: Williams, Thompson-Herah, Fraser-Pryce, Jackson ·
2024: Jefferson, Terry, Thomas, Richardson